# 秘魯高原鼠屬
秘魯高原鼠屬（学名：Punomys），哺乳綱、囓齒目、倉鼠科的一屬啮齿动物，而與秘魯高原鼠屬（秘魯高原鼠）同科的動物尚有溝齒沙鼠屬（溝齒沙鼠）、美洲禾鼠屬（棕禾鼠）、尖趾鼠屬（尖趾鼠）等之數種哺乳動物。

## 下属物种
本属包括以下物种：
- Punomys kofordi Pacheco & Patton, 1995
- Punomys lemminus Osgood, 1943